# 燭台切光忠
燭台切光忠（日语：／ Shokudaikiri Mitsutada），是鐮倉時代的長船派刀匠光忠所打造的太刀，長二尺二寸三厘，無名。被普遍認為製作時是按太刀來打造的，且後半部有被打磨，然而收藏的德川博物馆將其分類為打刀。在關東大地震中遭受到因地震引發的火災，目前只剩烧身。宫入法廣先生（負責製作燭台切光忠複製制品的刀匠）發現，光忠的刀莖上有殘餘刀名—「光」，由此推斷，光忠也曾被上磨過。

## 經歷
原為織田信長所有，他愛用光忠所作的刀，也是燭台切光忠原先的持有者，後來刀被傳予豐臣秀吉。
- 慶長元年（1596年）10月，豐臣秀吉的居城伏見城因地震被毁，需要重建，伊達政宗在此時向秀吉獻上一艘御座船，秀吉便將此刀賞予伊達政宗。
- 大正12年（1923年）9月1日，關東大地震，燭台切與水户德川家的160口刀一同因地震所引發的火災而燒失。

## 軼聞
《政宗記》記載：秀吉將刀贈予政宗後的隔天，兩人來到重修伏見城的工地上監工，突然秀吉開玩笑似地指著昨日剛拜領寶刀的伊達政宗，對伺候他的侍童大聲說道：「昨天政宗偷了我的刀，你們一起把它奪回來。」四五個侍童便一擁而上準備把刀奪回来，伊達政宗打趣說道：「我雖是小偷，還請快快饒恕我吧。」，邊說邊往太閣的方向逃跑，直到豐臣秀吉說：「罷了，原諒你。」，這才打住，這把刀便正式地歸了伊達政宗。
伊達家一直將燭台切珍藏著，之後又進獻給水户德川家。所以有「光忠嫁入德川家」的軼聞，也有一說稱是水户德川家家主德川賴房强行拿走的。無論通過何種途徑，水户德川家終究得到了燭台切光忠。從此以後，燭台切光忠成為水户德川家的祖傳之物。
《武庫刀篆》（德川博物館藏本）有記：「義公（德川賴房）賞臨於政宗第、正宗持此刀語其由、终乃置之座右、公將歸請是刀、政宗爱之不興、公乃强持之去云。」

## 命名由來
因伊達政宗的家臣行為不端，政宗想施以懲戒且不想再有此種事情發生，便拔出此刀斬掉家臣。與此同時，後頭的燭台也一併落下被切成兩段。從此之後便有了“燭台切光忠”的名號。

## 現況
經過德川博物館鑑定，現存狀況良好，在進行過特别展示後，現已成為館内的常設展。